# 慶雲庵主
慶雲庵主（けいうんあんじゅ、生没年不詳）は、室町時代前期の女性。室町幕府第3代将軍・足利義満の側室。

## 生涯
父は、公家の従一位権大納言大炊御門冬宗。義満の側室となり、その間に娘の光照院尊久が産まれた。義満没後は光照院内の庵室に住んで慶雲庵と称していた。
嘉吉元年（1441年）4月、第6代将軍・足利義教の異母弟である大覚寺義昭が九州で殺され、その首級が京都に届けられると、大半の要人は義教の勘気を受ける事を恐れて参賀したが、慶雲庵主のみは参賀しなかったため、義教の怒りを買って所領を没収された。慶雲庵主は娘の光照院尊久に連座が及ぶ事を恐れて光照院を退去した。しかし6月に嘉吉の乱が起こって義教が赤松満祐に殺害されると、慶雲庵主は旧領を戻されて光照院に帰ったという。
大覚寺義昭は生母が不詳とされているが、義昭の首級が届けられた際に慶雲庵主が義教から勘気を受けているため、義昭の生母は慶雲庵主ではないかとされている。ただし母子と裏付ける史料は無い。